# اچ‌ام‌ای‌اس کندمین (کی۶۹۸)
اچ‌ام‌ای‌اس کندمین (کی۶۹۸) (به انگلیسی: HMAS Condamine (K698)) یک کشتی بود که طول آن ۳۰۱ فوت ۷ اینچ (۹۱٫۹۲ متر) بود. این کشتی در سال ۱۹۴۴ ساخته شد.